# Owyhee River
Der Owyhee River ist ein linker Nebenfluss des Snake River im nördlichen Nevada, im südwestlichen Idaho und südöstlichen Oregon in den USA.
Der Fluss hat eine Länge von 557 km.
Das Einzugsgebiet des Owyhee River umfasst 28.617 km².
Der mittlere Abfluss beträgt 28 m³/s. Ein maximaler Abfluss von 1416 m³/s wurde im Jahre 1993 gemessen. Der minimale Abfluss wurde im Jahr 1954 gemessen und betrug 1 m³/s.
Der Owyhee River entwässert ein abgelegenes dünnbesiedeltes Gebiet, das sich auf einer ariden Hochfläche am Nordrand des Großen Beckens befindet. Er hat seinen Ursprung im Nordosten Nevadas, von wo er in überwiegend nördlicher Richtung zur Grenze zu Oregon und Idaho fließt und den Snake River erreicht. Der Owyhee und seine Nebenflüsse durchschneiden das Owyhee Plateau. Die tiefen Schluchten sind von vertikalen Wänden eingerahmt, die teilweise Höhen von über 300 m erreichen.

## Flusslauf
Der Owyhee River hat seine Quelle im Nordosten von Nevada, im nördlichen Elko County, etwa 80 km nördlich von Elko. Er fließt nach Norden entlang der Ostseite der Bull Run Mountains of Nevada. Er durchfließt anschließend das Wild Horse Reservoir und wendet sich nach Nordosten. Der Owyhee River passiert später den Humboldt National Forest, sowie die Orte Mountain City und Owyhee im Duck Valley Indianer-Reservat. Nun erreicht er Südwest-Idaho und fließt etwa 80 km nach Nordwesten durch den Owyhee County.
Der South Fork Owyhee River fließt dem Owyhee River etwa 15 km östlich der Grenze zu Oregon von Süden zu.
Der größte Zufluss des South Fork ist der Little Owyhee River.
Der Owyhee River kreuzt die Grenze zu Oregon im südlichen Malheur County.
Er fließt in überwiegend nördlicher Richtung und weist einen Zickzackkurs auf.
Nun trifft der West Little Owyhee River von Süden kommend auf den Fluss.
Dann erreicht der North Fork Owyhee River von Osten kommend bei „Three Forks“ auf den Owyhee River.
Der Middle Fork Owyhee River mündet etwa 500 m vor der Mündung des North Fork von Süden kommend in diesen.
Zwischen Big Grassy Mountain und Whitehouse Butte durchfließt der Owyhee River den Owyhee Canyon.
Er fließt weiter in nördlicher Richtung, östlich an Burns Junction und westlich an den Mahogany Mountains vorbei.
Hier treffen die folgenden Nebenflüsse auf den Owyhee River:
Jordan Creek, Rattlesnake Creek und Crooked Creek.
Der Owyhee River erreicht schließlich den Snake River von Westen kommend an der Grenze zwischen Oregon und Idaho, etwa 8 km südlich von Nyssa und 3 km südlich der Mündung des Boise River.
Im letzten Flussabschnitt, unterhalb des Owyhee Dam, verlässt der Owyhee River das Owyhee Plateau und erreicht die Ebene der Snake River Plain.

## Eingriffe in den Flusslauf
Im nördlichen Malheur County, etwa 30 km oberhalb der Mündung in den Snake River, wird der Owyhee River durch den Owyhee Dam zum schlangenförmigen und etwa 84 km langen Lake Owyhee aufgestaut.
Der Staudamm wurde von der U.S. Bureau of Reclamation mit dem Ziel errichtet, die für den Kartoffelanbau landwirtschaftlich genutzte Region am Snake River zu bewässern.
Lake Owyhee State Park und die landschaftlich reizvolle Leslie Gulch liegen am Ostufer des Stausees.
Seit der Fertigstellung des Owyhee Dam im Jahre 1933
sind anadrome Fische wie der Lachs aus dem Einzugsgebiet des Owyhee River verschwunden.

## Geschichte
Das Einzugsgebiet des Owyhee River wurde früher von den Shoshone und Bannock-Indianern bewohnt.
Der Name des Flusses leitet sich von der früheren Schreibweise von „Hawaii“ ab.
Er wurde nach drei hawaiianischen Trappern benannt, die für die North West Company tätig waren und die Aufgabe hatten, den Fluss zu erkunden.
Sie kehrten jedoch nicht zurück und blieben vermisst.
Der Name des Flusses und der Region wurde in Erinnerung an sie „Owyhee“ genannt.

## Schutzgebiete
1984 wurden 107 km Flussstrecke als Owyhee Wild and Scenic River ausgezeichnet.
Diese beinhaltet den Flussabschnitt des Owyhee River, welcher abstrom vom Owyhee Dam liegt und durch tiefe Schluchten führt.
Diese bilden den Lebensraum für Puma, Rotluchs, Maultierhirsch, Kalifornisches Dickhornschaf und eine Vielzahl an Raubvögeln.
North Fork Owyhee River und South Fork Owyhee River sind ebenfalls als National Wild and Scenic Rivers ausgezeichnet.
Der Omnibus Public Land Management Act of 2009 erklärte ein 1308 km² großes Gebiet am Owyhee River, das in Idaho liegt, zur Wildniszone (wilderness).
Folgende Wildniszonen gehören hierzu:
- North Fork Owyhee Wilderness (175 km²)
- Owyhee River Wilderness (1081 km²)
- Pole Creek Wilderness (50 km²)